# Freiburg/Elbe
Freiburg/Elbe (plattdeutsch Fryborg) ist ein niedersächsischer Flecken im Landkreis Stade und gehört zur Samtgemeinde Nordkehdingen.

## Geografie

### Geografische Lage
Freiburg liegt am Süd-Westufer der Elbe, etwa in Höhe des Stromkilometers 682. Innerhalb des Landkreises Stade ist der Flecken sehr weit nördlich gelegen. In der Luftlinie sind es bis Stade 27 km, nach Cuxhaven 40 km. Der nächstgelegene größere Ort Glückstadt befindet sich auf der anderen Elbseite in Schleswig-Holstein und ist mit der Elbfähre Glückstadt–Wischhafen zu erreichen.

### Nachbargemeinden
Entlang der Elbe grenzt Freiburg (durch den Fluss getrennt) an die Schleswig-Holsteinischen Gemeinden Brokdorf und Wewelsfleth. Auf der niedersächsischen Seite sind Wischhafen im Südosten, Oederquart im Süden und Krummendeich im Westen Nachbargemeinden von Freiburg.

### Gemeindegliederung
Neben dem Hauptort gehören die Ortsteile Allwörden und Schöneworth zum Gemeindegebiet.
Weitere Wohnplätze sind Allwördenerdeich, Esch, Kurzenende, Laack, Langenhof, Neuensteden, Rutenstein sowie Teile von Stellenfleth.

## Geschichte
Freiburg, ursprünglich eine Insellandschaft an der Niederelbe, liegt im Kehdinger Land. Plinius der Ältere, der mit einer römischen Flotte unter dem Feldherren Drusus bis zur Elbe gelangte, berichtete über Uferanrainer, die überwiegend vom Fischfang leben, wobei sie ihre Netze aus Schilf und Sumpfbinsen herstellen.
Eine Burg in Freiburg wird zusammen mit dem dortigen Flecken erstmals 1154 erwähnt, als sie Erzbischof Hartwig I. von Bremen zusammen mit den Orten Stade, Bremervörde und Harburg instand setzen ließ, um sich gegen Heinrich den Löwen zu verteidigen. Es ist anzunehmen, dass die Grafschaft Stade die Burg vor dem Jahr 1144 errichtete. 1158 wird sie wegen der fortdauernden Auseinandersetzungen zwischen dem Erzbischof und Heinrich dem Löwen weiter ausgebaut. Die Maßnahme blieb ohne Erfolg, denn 1167 eroberte Heinrich der Löwe Freiburg und machte es anschließend dem Erdboden gleich. Der Standort der Burg konnte bisher nicht sicher festgestellt werden.
Im Jahre 1271 verlieh der stiftsbremische Landesherr Erzbischof Hildebold von Wunstorf Freiburg das Stadtrecht, welches spätere Herzöge und Bischöfe der Stadt mehrfach bestätigten. Eine Urkunde aus dem Jahr 1474 besagt, dass das Freiburger Stadtrecht dem der benachbarten Stadt Stade angeglichen ist. Weiterhin besaß die Stadt Stapel- und Marktrechte.
Freiburg gehörte 1180 bis 1648 zum Erzstift Bremen. Nach dem Dreißigjährigen Krieg wurde im Westfälischen Frieden das Reichsterritorium Bremen-Verden im Elbe-Weser-Dreieck Schweden zugesprochen. Im Schwedisch-Brandenburgischen Krieg von 1675 bis 1676 eroberte eine Allianz mehrerer Staaten des Heiligen Römischen Reiches und Dänemarks während des Bremen-Verdener Feldzugs Freiburg, welches bis zum Kriegsende 1679 in alliiertem Besitz blieb. Im Frieden von Saint-Germain fiel Freiburg im Jahre 1679 wieder an Schweden, das es bis 1712 behielt. Nach einer kurzen dänischen Herrschaft bis 1715 gelangte das Gebiet 1719 an das Kurfürstentum Hannover.
Während der Napoleonischen Zeit war Freiburg wie das ganze Elbe-Weser-Dreieck unter wechselnden militärischen Besatzungen (Frankreich und Preußen) und kam 1810 kurz ans Königreich Westphalen, bevor es als Teil des Département des Bouches de l’Elbe ins Französische Kaiserreich eingegliedert wurde. Nach den Befreiungskriegen und dem Wiener Kongress 1814 entstand aus dem vormaligen Kurfürstentum das Königreich Hannover, das die Provinz Bremen-Verden 1823 in die Landdrostei Stade überführte. Im Zuge der hannoverschen Justizreform, später auf ganz Deutschland übertragen, entstand 1852 am Ort das Amtsgericht Freiburg/Elbe, zuständig für den Bezirk des gleichzeitig gebildeten Amtes Freiburg.
Im Deutschen Krieg annektierte Preußen das Königreich Hannover und wandelte es in eine Provinz um. Freiburg stand damit 80 Jahre lang, auch während der Deutschen Reichsgründung 1871, unter preußischer Herrschaft. 1872 eröffnete die erste höhere Schule, die Gehobene Schule (auch Rektorschule genannt). Das Amt Freiburg wurde 1885 in Anpassung an die preußische Kreisverfassung in den Kreis Kehdingen im Regierungsbezirk Stade überführt. Der Flecken Freiburg war Kreisstadt des Kreises Kehdingen, bis dieser 1932 in den Kreis Stade (ab 1. Januar 1939: Landkreis Stade) integriert wurde.

Nach dem Zweiten Weltkrieg wurde zunächst das Land Hannover wiedergegründet, zu dem auch Freiburg gehörte. Bereits kurz danach gelangte Freiburg mit dem Land Hannover 1946 zu Niedersachsen. Die ersten Nachkriegsjahre waren auch durch die Ankunft vieler Flüchtlinge und Heimatvertriebener geprägt, die aus den früheren deutschen Ostgebieten nach Kehdingen gelangten.

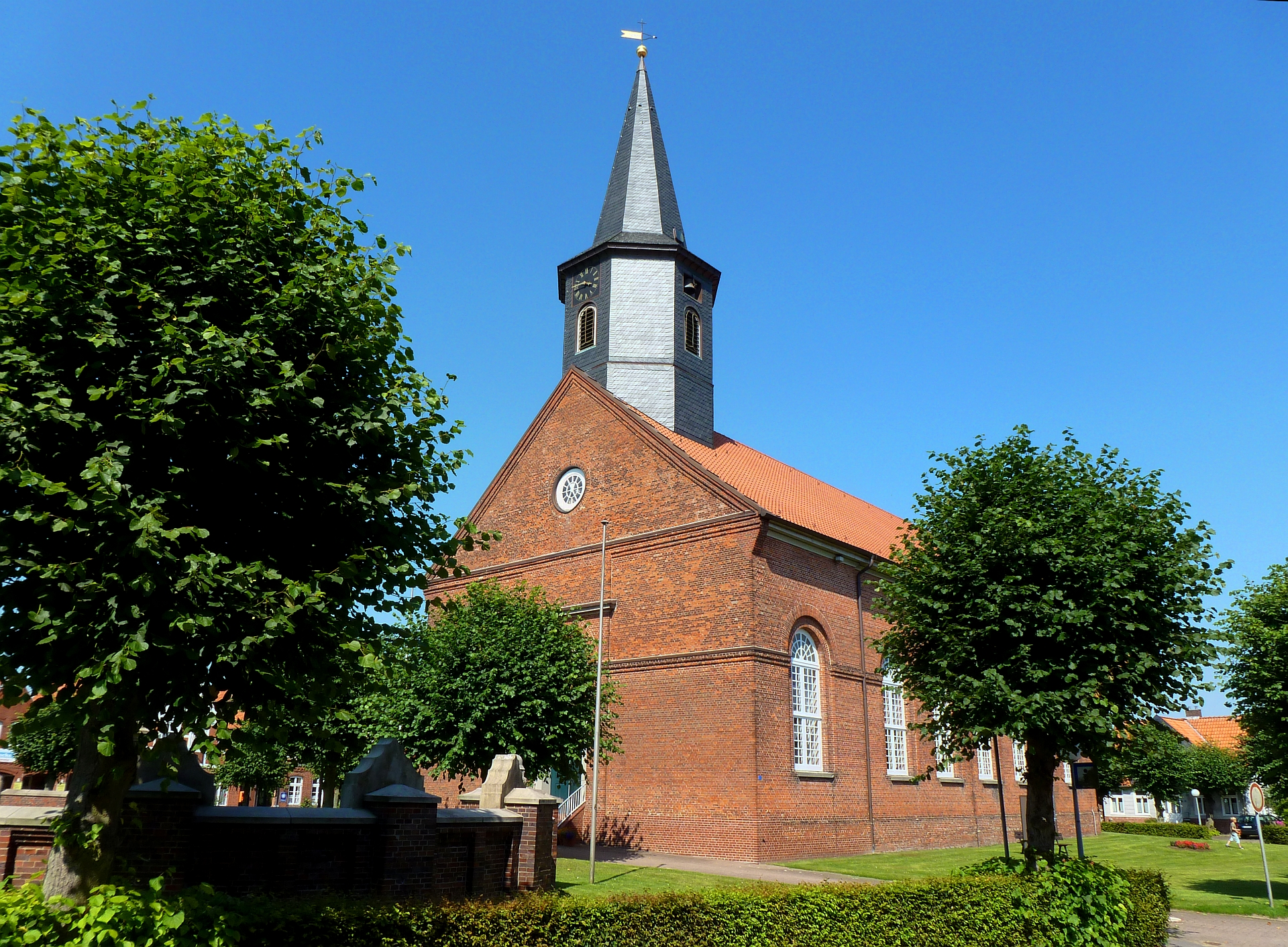
St. Wulphardi

## Religionen
Ein Großteil der Bevölkerung ist christlichen Glaubens. Konfessionell gehören die meisten Bürger der Evangelisch-lutherischen Landeskirche Hannovers an. Die Kirche St. Wulphardi (unter dem Patrozinium des hl. Wolfhard von Augsburg) befindet sich im Zentrum der Gemeinde an der Hauptstraße.

## Politik

### Gemeinderat
Der Rat der Gemeinde Freiburg besteht aus elf Ratsfrauen und Ratsherren. Dies ist die festgelegte Anzahl für eine Mitgliedsgemeinde einer Samtgemeinde mit einer Einwohnerzahl zwischen 1.001 und 2.000 Einwohnern. Die Ratsmitglieder werden durch eine Kommunalwahl für jeweils fünf Jahre gewählt.
Die vergangenen Gemeinderatswahlen ergaben folgende Sitzverteilungen:
| Wahljahr | CDU | SPD | FWG | Linke | Gesamt   |
| 2021     | 5   | 4   | 2   | 0     | 11 Sitze |
| 2016     | 6   | 5   | –   | –     | 11 Sitze |

### Bürgermeister
Der Bürgermeister des Flecken Freiburg ist seit dem 27. Januar 2015 Herwart von der Decken (CDU).

### Wappen
Blasonierung: In Rot eine silberne von drei Türmen überragte Mauer, die in der Mitte ein Tor aus zwei goldenen geschlossenen Flügeln hat und von zwei gekreuzten silbernen Schlüsseln mit abwärts zeigendem Bart überhöht ist. Der mittlere Turm trägt eine eckig eingefasste Dreipass-Öffnung.

## Kultur und Sehenswürdigkeiten

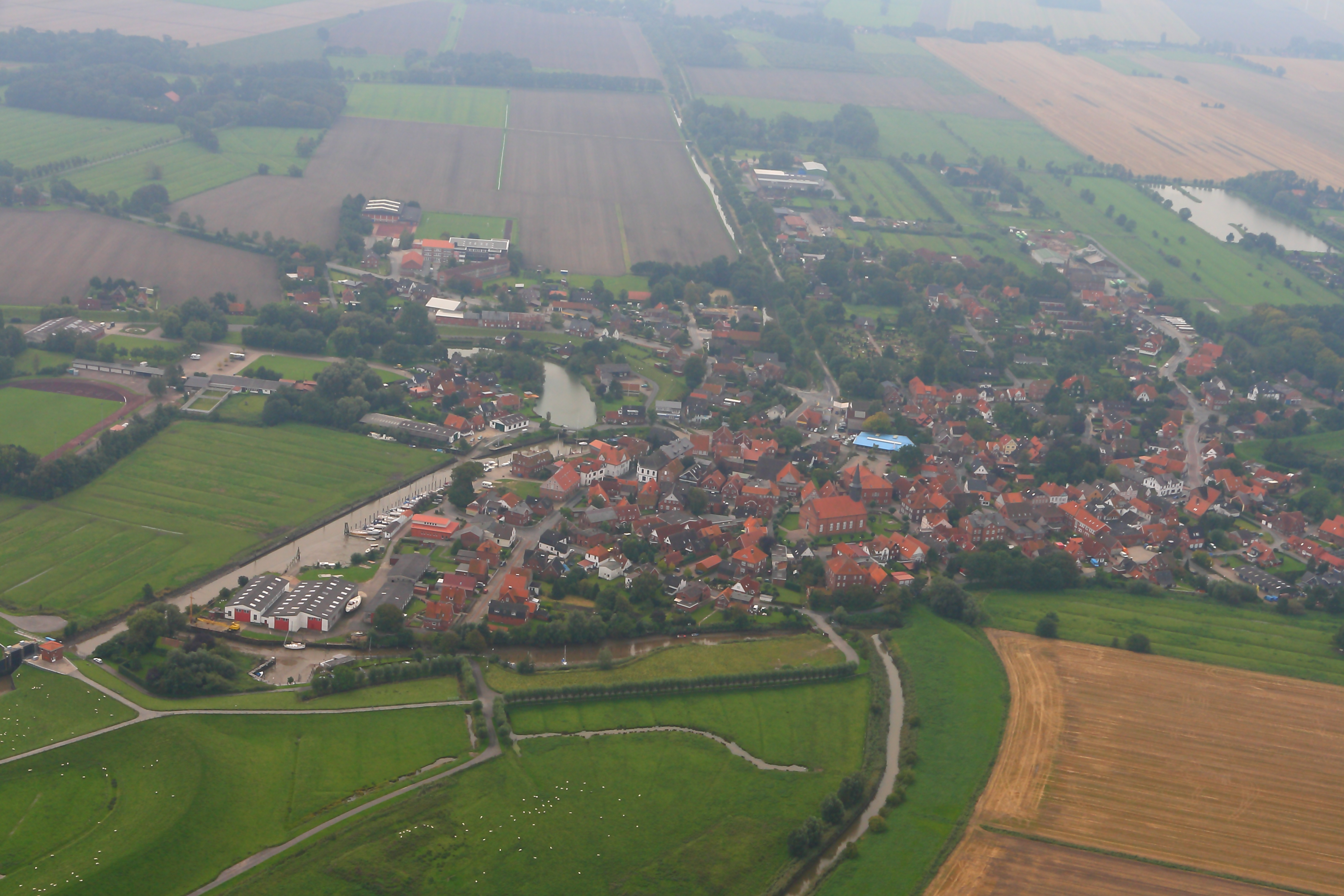
Der alte Ortskern mit Hafen

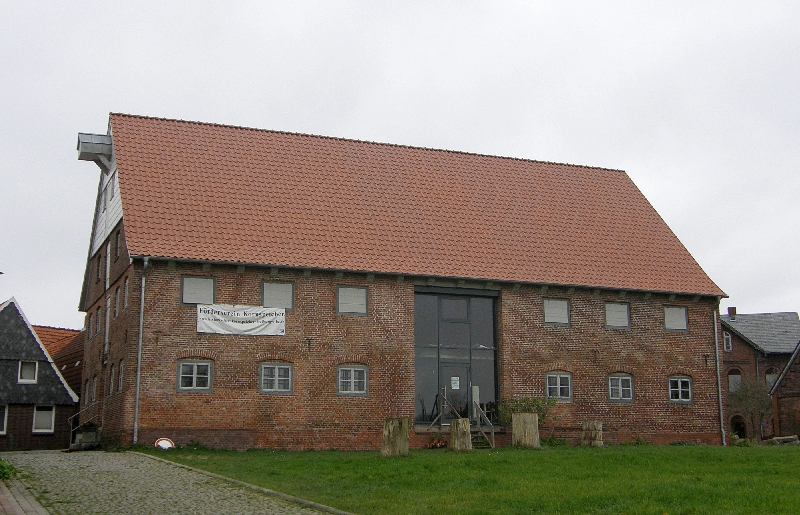
Kulturzentrum historischer Kornspeicher

Im Gemeindegebiet von Freiburg befinden sich verschiedene geschützte Baudenkmale. Sie sind in der Liste der Baudenkmale in Freiburg/Elbe gelistet.
Das Ortsbild von Freiburg ist geprägt durch die St.-Wulphardi-Kirche und den kleinen Hafen. An diesem liegt das restaurierte Bauwerk Historischer Kornspeicher. Vor der Nutzung als solches war das Bauwerk ein Speichergebäude des ehemals hier ansässigen privaten Landhandelunternehmens.
Die Räumlichkeiten des 1973 aufgelösten Amtsgerichts dienen der Samtgemeinde Nordkehdingen heute als Rathaus.
Ein Bauwerk moderner Natur ist ein an der Mündung des Hafenpriels in die Elbe stehender Radarturm. Von hier aus haben Gäste eine hervorragende Sicht auf die großen die Unterelbe zum Hamburger Hafen verkehrenden ozeantauglichen Containerschiffe. Auf der gegenüberliegenden Seite des Hafenpriels befindet sich zudem das unter Naturschutz stehende Außendeichgelände des Ortsteils Allwörden (Naturschutzgebiet Allwördener Außendeich/Brammer Sand).

## Wirtschaft und Infrastruktur

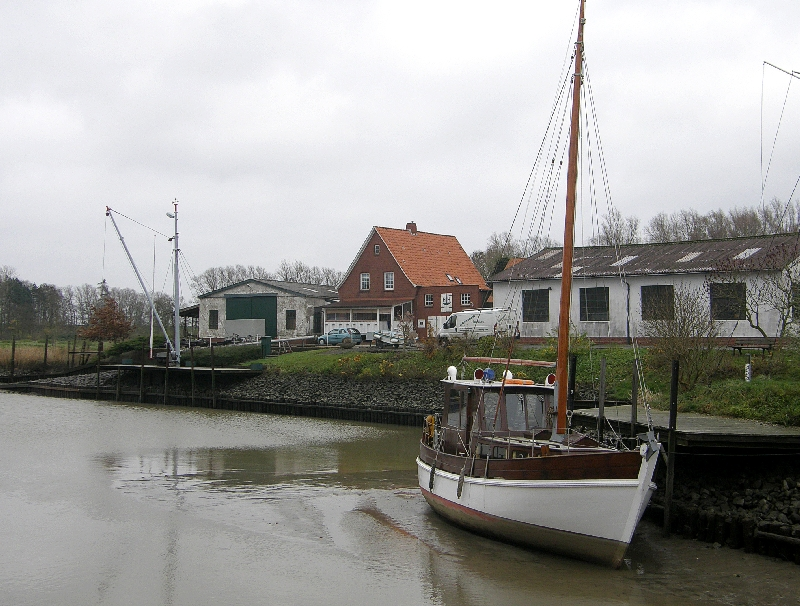
Werft in Freiburg

Freiburg kann keine größeren Wirtschaftsunternehmen aufweisen. Dementsprechend hoch ist die Zahl der Pendler in die benachbarten Wirtschaftsstandorte um Stade, Cuxhaven, Bremerhaven und Hamburg.
Unter den mittelständischen Betrieben befindet sich eine traditionell arbeitende Bootswerft, die unter anderem Helgoländer Börteboote fertigt und wartet.

### Verkehr
Im Individualverkehr erreicht man Freiburg/Elbe über den Obstmarschenweg. Er ist in diesem Bereich Teil der Deutschen Fährstraße und zweigt in der Nachbargemeinde Wischhafen von der Bundesstraße 495 in nordwestlicher Richtung ab. Die Bundesstraße stellt für Freiburg eine wichtige infrastrukturelle Verbindung in südwestlicher Richtung dar. Sie verbindet die Region Nordkehdingen mit dem nächstgelegenen Mittelzentrum Hemmoor.
Von Wischhafen verkehrt regelmäßig eine Fahrzeug- und Personenfähre nach Glückstadt. Die Verbindung nach Süden, Richtung Stade, ist nur über kleinere, landes- und kreiseigene Straßen gewährleistet. Gleiches gilt für die Anbindung in Richtung Cuxhaven.
Die schmalspurige Kehdinger Kreisbahn, genannt „die Klütenbahn“, nach den „Kehdinger Klüten“ (Suppen-Klößen), die Freiburg (Elbe) mit Stade und Itzwörden verband, wurde bereits 1936 stillgelegt und demontiert (sie fuhr danach für längere Zeit auf der Nordsee-Insel Sylt zwischen List und Hörnum). Die ehemalige Strecke der Bahn in Kehdingen wird durch eine Buslinie ab Stade bedient.

### Hafen

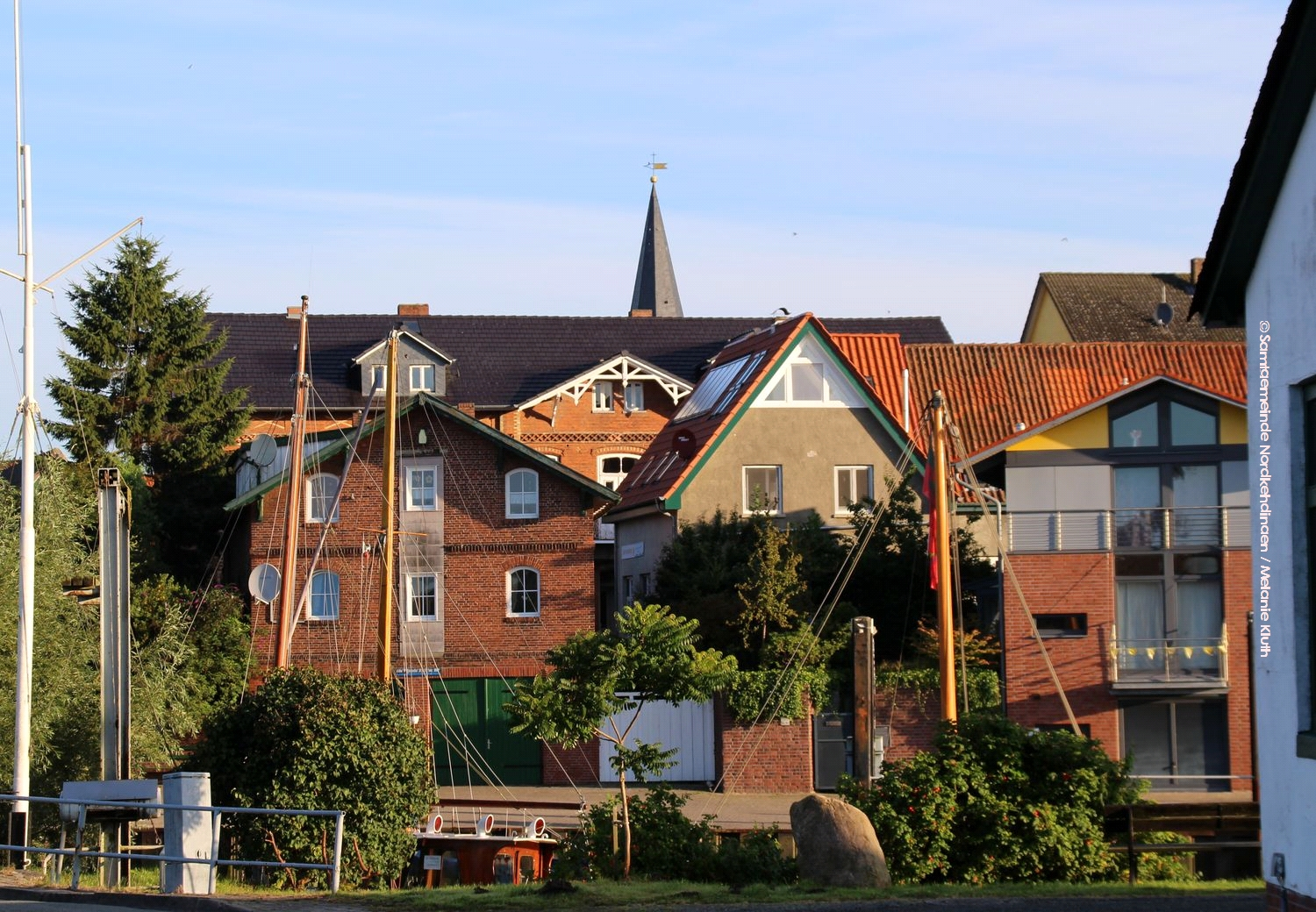
Blick auf die Gebäude am Hafen Freiburg/Elbe

Der tideabhängige Freiburger Hafen dient in erster Linie Wassersport- und bescheidenen Fischereizwecken. Der Zugang zum Hafen erfolgt über den Freiburger Hafenpriel. Zum Küstenschutz wurde in den 1970er-Jahren ein Sperrwerk errichtet. Es grenzt den direkt am nordöstlichen Rand des Siedlungsgebietes gelegenen Hafen gegen den etwa zwei Kilometer langen Priel zur Elbe ab.

### Öffentliche Einrichtungen
In Freiburg/Elbe befindet sich seit 1994 das Rathaus des Fleckens und der Samtgemeinde Nordkehdingen. Es ist mittlerweile im ehemaligen Amtsgericht, einem Gebäude aus dem 19. Jahrhundert im Ortszentrum, untergebracht. Ferner gibt es das soziokulturelle Zentrum „Historischer Kornspeicher“ sowie die Elberadweg-Fahrradstation mit Toiletten, Reparaturwerkstatt, Schließfächern und überdachten Sitzgelegenheiten.

### Bildung

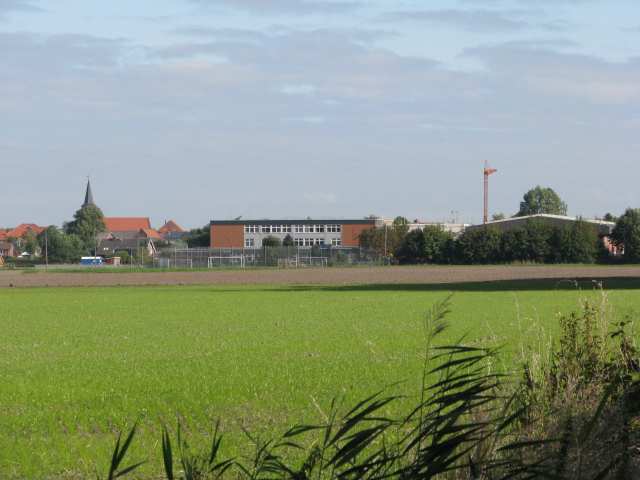
Haupt- und Realschule

Als zentraler Ort für Nordkehdingen befinden sich zudem mehrere Schulen im Ort. Neben einem Kindergarten sind dies eine Grundschule, die Haupt- und Realschule (hervorgegangen aus der Gehobenen Schule) der Samtgemeinde und die Astrid-Lindgren-Förderschule. Die nächstgelegenen Gymnasien befinden sich in Drochtersen, Hemmoor, Stade und Otterndorf.

## Persönlichkeiten
- Heinrich Schmidt-Barrien (1902–1996), ein Schriftsteller, der in hoch- und plattdeutscher Sprache geschrieben hat, besuchte (bis 1913) die Rektorschule (heute: Realschule) in Freiburg/Elbe.

- Tabea Kemme begann ihre Karriere 2000 im Alter von acht Jahren bei der SG Freiburg/Oederquart

### Ehrenbürger
- Franz Rehling (1892–1973), Bürgermeister

### Geboren in Freiburg/Elbe
- Christian Heinrich Postel (1658–1705), ein Schriftsteller des Barock, der als einer der bedeutendsten Librettisten der alten Hamburger Oper gilt
- Carl Wehmer (1858–1935), Chemiker und Mykologe
- Rolf Georg Meier (1897–1966), deutsch-schweizerischer Pharmakologe und Mediziner
- Richard Jungclaus (1905–1945), Höherer SS- und Polizeiführer
- Georg Grünberg (1906–1976), SS-Obersturmführer und Lagerkommandant
- Hans Detlev Becker (1921–2014), Journalist
- Henning von Löwis of Menar (* 1948), Journalist und Publizist
- Anna-Elisabeth von Treuenfels (* 1962), Landtagsabgeordnete (FDP)
- Stefan Franz (* 1966), Schauspieler